# Consuetudines Cartusiae
Consuetudines Cartusiae ("Costums de la Cartoixa" en llatí) és la regla monàstica que va ser escrita per a l'orde religiós dels cartoixans.
El fundador dels monjos cartoixans, Sant Bru (1030-1101), no va escriure cap regla, però el 1127, un dels seus successors, Guigo I o Dom Guigo, cinquè prior de la Cartoixa, va escriure Consuetudines Cartusiae, un text dividit en 80 capítols. La regla va ser aprovada per Inocenci II el 1133. Estava inspirada en la regla benedictina però amb afegit de normes pròpies, que la convertien en una de les més ascètiques d'entre les regles monàstiques.
Un monestir cartoixà només podria tenir 12 monjos més el seu prior (més tard es va ampliar el nombre a 24). Cada monjo havia de tenir la seva pròpia cel·la on resar en solitari i només es reuneix amb els seus companys per a la missa, matines i vespres; la resta de l'ofici litúrgic ho havia de resar sol a la cel·la. El menjar el fan també en solitari, excepte els diumenges i en alguna festivitat en la qual es reuneixen tots. S'exigia silenci absolut (vot de silenci), fins que més tard se'ls va permetre parlar durant una hora d'esbarjo, els diumenges i dies festius, i durant els passejos fora del claustre els dilluns; això exclusivament per als monjos sacerdots, ja que els germans no ordenats no tenen la necessitat d'aquestes mitigacions a causa del contacte amb altres germans en el treball fora de la cel·la. La regla implica que l'espiritualitat d'aquests monjos sigui de vida contemplativa, dedicada íntegrament a la lloança de Déu, amb espais durant el dia per al treball físic, treballant en la seva pròpia cel·la i en el seu petit hort individual, la qual cosa beneficia a l'equilibri psicològic del monjo.
Posteriorment les Consuetudines es van transformar en els denominats Antics Estatuts (1271), que es van seguir reformant successivament: al segle xiv els Nous Estatuts, el 1571 la Tercera Compilació, en 1578 la Nova Col·lecció dels Estatuts, en 1924 els Estatuts de l'Orde de la Cartoixa, després del Concili Vaticà II els Estatuts Renovats i el 1983 els Estatuts de l'Orde cartoixà.